# Оклендский конный стрелковый полк
Оклендский конный стрелковый полк (англ. Auckland Mounted Rifle Regiment) — воинское подразделение новозеландской армии, сформированное и задействованное в годы Первой мировой войны.
Полк был создан в начале августа 1914 года. Для комплектации его личным составом было выделено по одному эскадрону из уже существовавших полков Территориальной армии: 3-й конный стрелковый полк (Окленд), 4-й конный стрелковый полк (Уаикато), 11-й конный стрелковый полк (Северный Окленд). 5 декабря 1914 года полк прибыл в порт Александии и разместился в тренировочном военном лагере под Каиром.

## Боевой путь
Боевое крещение полк принял в 1915 году в Галлиполи. В дальнейшем в составе новозеландской конной стрелковой бригады участвовал во всех основных сражениях Синайско-Палестинской кампании.

## Командующие
- подполковник Чарльз Маккеси